# Bosc Comunal de Matamala
El Bosc Comunal de Matamala (en francès, oficialment, Forêt Communale de Matemale) és un bosc del terme comunal de Matamala, de la comarca del Capcir, a la Catalunya del Nord.
Aquest bosc, de 9,17 km² d'extensió, està situat a l'entorn oriental del Llac de Matamala, des del sud fins al nord del llac, fent-ne la volta per l'est. Una part, la del nord-oest, al límit amb el terme dels Angles, és el Bosc de Mata, que dona nom a la comuna, i una altra, la més meridional, és el Bosc d'en Calbet.
El bosc està sotmès a una explotació gestionada per la comuna de Matamala, atès que la propietat del bosc és de la comuna. Té el codi identificador de l'ONF F16282F.
Aquest bosc, i especialment el Bosc de Mata, és ruta freqüent d'excursions pel Capcir.